# 후이갈파
후이갈파(스페인어: Juigalpa)는 니카라과 촌탈레스 주의 주도이다. 인구는 71,320명이고, 면적은 1.037km2이다.